# St. Dominic USTA Pro Circuit $25,000 Challenger
Il St. Dominic USTA Pro Circuit $25,000 Challenger è un torneo professionistico di tennis giocato su campi in terra verde. Fa parte dell'ITF Women's Circuit. Si gioca annualmente a Jackson in USA.

## Albo d'oro

### Singolare
| Anno | Campionessa    | Finalista         | Punteggio |
| ---- | -------------- | ----------------- | --------- |
| 2014 | Ulrikke Eikeri | Anhelina Kalinina | 6–2, 6–4  |

### Doppio
| Anno | Campionesse                       | Finaliste              | Punteggio             |
| ---- | --------------------------------- | ---------------------- | --------------------- |
| 2014 | Chanel Simmonds Maša Zec Peškirič | Erika Sema Yurika Sema | 6–7(5–7), 6–3, [10–5] |